# Alberto Giovannini (politico)
Alberto Giovannini (Bologna, 4 novembre 1882 – Bologna, 20 aprile 1969) è stato un politico ed economista italiano, fu ministro nel quinto Governo De Gasperi.

## Biografia
Docente di economia già nel 1904. Dopo una militanza giovanile nel movimento repubblicano mazziniano e saffiano, fu interventista e nel 1921 si candidò al Parlamento con i liberali, ma non fu eletto.
Come esponente del Partito Repubblicano Italiano, partecipò al VII Congresso del Partito, tenutosi a Forlì nel 1903. Vi tenne una relazione su Gli aggravi sul consumo e l'economia nazionale. Il Congresso, però, non approvò il suo ordine del giorno sulla riforma fiscale. Nel Congresso del 1905, a Genova, invece, riuscì a far approvare la sua mozione antiprotezionista. In effetti, Giovannini è uomo di punta della Lega antiprotezionista.
Nel 1921, a seguito di un appello diretto "all'unione e organizzazione" delle forze liberali, promosso da Giuseppe Montanara nell'ambito del Convegno della Stampa Liberale di Ravenna, si decise di nominare una commissione che facesse il censimento di tutti i gruppi, le associazioni e le organizzazioni italiane di stampo liberale, cercando di convogliarle ad un congresso unitario..
Il compito, per nulla facile, venne affidato ad una commissione, composta da Giovannini, Corrado Gay e Giuseppe Mascagni. La commissione adempì il suo incarico riuscendo solo parzialmente nell'opera di mobilitazione e coinvolgimento delle varie anime dell'allora enorme e sfaccettato movimento liberale italiano; essa, inoltre, procedette alla preparazione logistica dell'assise e all'elaborazione delle linee programmatiche.
Il congresso si tenne a Bologna dall'8 al 10 ottobre 1922, chiudendosi con la costituzione del Partito Liberale, l'approvazione dello Statuto e del Programma e l'elezione del primo direttivo, a cui venne chiamato anche Giovannini come segretario politico. L'attività del partito fu però quasi nulla ed esso venne poi sciolto dal regime nel 1926.
Nel 1924 riuscì ad approdare alla Camera dei deputati nel Listone nazionale, con fascisti e liberali di destra. Dopo il delitto Matteotti ritirò il suo sostegno al governo ma non aderì all'Aventino, decidendo di schierarsi con l'opposizione costituzionale organizzata in aula attorno a Giovanni Giolitti.
Finita la legislatura nel 1929, si dedicò all'insegnamento di economia politica all'Università di Bologna. Amico di Dino Grandi, quando questi acquisì la proprietà de Il Resto del Carlino vi collaborò e, dopo il 25 luglio 1943, quando con l'approvazione dell'ordine del giorno Grandi, Benito Mussolini fu costretto a dimettersi, ne divenne direttore per 45 giorni, sufficienti per una condanna a 30 anni da parte del tribunale della RSI.
Nel dopoguerra rappresentò il PLI alla Consulta nazionale e nel 1948 fu eletto deputato alla Camera per i liberali nel Collegio unico nazionale. Nel 1947 fu eletto vice presidente del PLI . Nel luglio 1949 fu chiamato a far parte della delegazione italiana all'assemblea del Consiglio d'Europa.
Fu ministro senza portafoglio nel V governo presieduto da Alcide De Gasperi dal 23 maggio 1948 al 27 gennaio 1950. Dal 1950 al 1954 ricoprì la carica di presidente del Consiglio superiore del commercio interno. Non fu rieletto alla Camera nel 1953 e si dedicò alla storia del partito liberale.

## Opere
- Il pensiero economico di Giuseppe Mazzini, Bologna, A. Garagnani e figli, 1904.
- Carlo Cattaneo economista, Bologna : N. Zanichelli, 1905.
- Fatti e principii nel mondo economico, Bologna, Zanichelli, 1936.
- I problemi della libertà, Roma, Staderini, 1946.
- Il partito liberale italiano, Milano, Nuova Accademia editrice, 1958.
- Travaglio per la libertà, 1943-1947, Bologna, Cappelli, 1962.
- Il rifiuto dell'Aventino, Bologna, Il Mulino, 1966.
- 8 settembre 1943 : pietà e tragedia, Roma, Ciarrapico, 1974.